# Karakoro (Costa d'Avorio)
 Karakoro è una città, sottoprefettura e comune della Costa d'Avorio, situata nel dipartimento di Korhogo. Conta una popolazione di 19 243 abitanti (censimento 2014).